# Термочувствительные краски

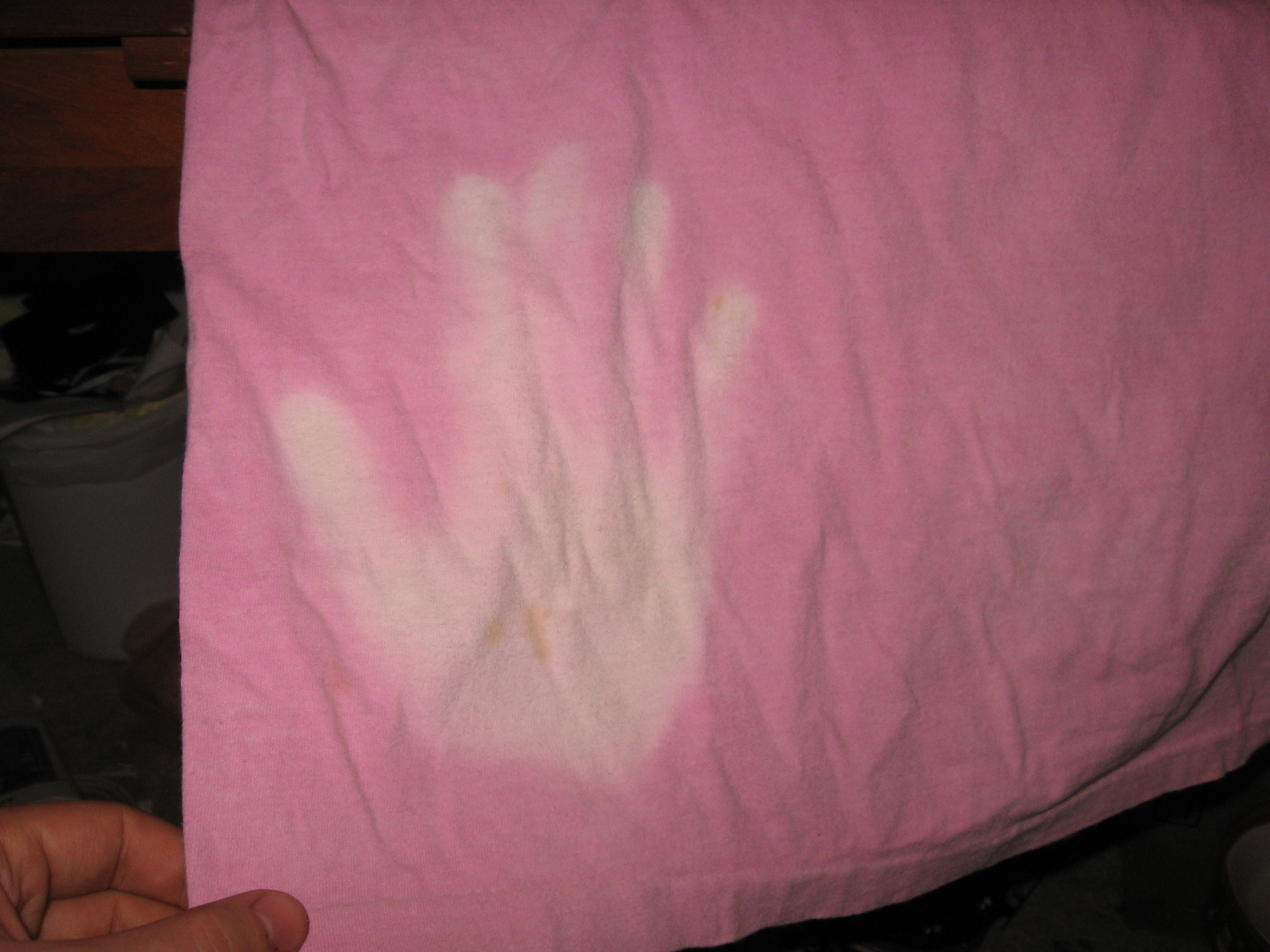
Футболка, обесцвечивающаяся при нагревании.

Термочувствительные (термоиндикаторные) краски, лаки — цветовые термоиндикаторные вещества, предназначенные для нанесения на поверхность в виде тонкой пленки. Изменяют свой  цвет при определенной температуре. Термокраски — суспензии чувствительных соединений, наполнителей, связующих и расворителей; термолаки — коллоидные растворы чувствительных соединений с пленкообразующими веществами в летучих растворителях.

## Принцип действия
Некоторые твёрдые вещества способны при нагревании изменять свою кристаллическую структуру, и, как следствие — цвет (из-за изменения спектра поглощения вследствие фазового перехода).

## Применение
Термокраски были разработаны для определения температуры на поверхности изделий произвольной формы, в том числе — на поверхности движущихся предметов (например, заготовка при резании на токарном станке, или фреза). Термокраски нашли широкое применение в температурных исследованиях различных объектов.

### Преимущества
Преимущества термокрасок перед термометрами различных типов:
- возможность измерения температуры сколь угодно искривлённых поверхностей
- получение поля температур (или изотерм), а не отдельных точечных измерений
- отсутствие теплоотвода по проводам (например, терморезисторов)
- лёгкость дистанционного считывания температуры объектов (например, находящихся под высоким напряжением)

### Точность
Точность измерения температуры термохимической краской ± 5…10° C, хотя в паспорте на каждую конкретную партию краски может быть указана более точная температура перехода и бо́льшая точность.

## Термохимические краски поТУ 133-67(СССР)
Список красок, выпускавшихся промышленностью.
| Марка краски | Температура перехода °C | Исходный цвет  | Цвет после нагрева |
| ------------ | ----------------------- | -------------- | ------------------ |
| 1а           | 45                      | светло-розовый | голубой            |
| 31           | 70                      | розовый        | зелёный            |
| 32           | 85                      | светло-розовый | светло-синий       |
| 13           | 90                      | светло-зелёный | светло-коричневый  |
| 50           | 110                     | светло-розовый | светло-фиолетовый  |
| 4            | 120                     | светло-зелёный | фиолетовый         |
| 30           | 130                     | жёлтый         | оранжевый          |
| 5            | 150                     | фиолетовый     | чёрный             |
| 6            | 180                     | светло-зелёный | чёрный             |
| 230          | 200                     | зелёный        | беж                |
| 8            | 240                     | светло-зелёный | коричневый         |
| 240          | 250                     | бирюзовый      | белый              |
| 10           | 280                     | сиреневый      | чёрно-синий        |
| 12           | 360                     | синий          | беж                |
| 6б           | 410                     | белый          | коричневый         |
| 470          | 445                     | сине-зелёный   | светло-серый       |
| 15           | 470                     | оранжевый      | серый              |
| 480          | 485                     | голубой        | светло-серый       |
| 490          | 510                     | сине-зелёный   | оранжевый          |
| 528          | 555                     | чёрный         | тёмно-зелёный      |
| 14           | 570                     | розовый        | белый через беж    |
| 7            | 700                     | бледно-зелёный | ярко-зелёный       |
| 100          | 800                     | сиреневый      | светло-фиолетовый  |

### Формы выпуска
Одной из форм выпуска термоиндикаторных красок были «восковые карандаши».

## Другие примеры
Порошки подходящих неорганических пигментов можно размешать в олифе, декстриновом или цапонлаке (нитроклее).

### Оксид цинка(цинковые белила), 500—600 °C
Белый порошок, обратимо желтеющий при нагревании. 

### Тетраиодомеркурат(II) меди(I), Cu2[HgI4] 60°-65 °C (красный/бурый)
- раствор 1: в 20 см³ воды растворить 2,5 г KI, когда растворится, добавить 8 г HgI2.
- раствор 2: 20 см³ воды + 3 г CuSO4.
- влить раствор 2 в раствор 1 малыми порциями, перемешивая. Дать 30 минут отстояться, осадок собрать на бумажном фильтре и не менее 10 раз промыть водой.[5]

### Тетраиодомеркурат(II) серебра(I)Ag2[HgI4], 40°-45 °C (лимонно-жёлтый/коричневый)
- раствор 1: в 200 см³ воды растворить 5 г KI, нагреть, добавить 8 г HgI2 и перемешивать до полного растворения.
- раствор 2: 10 см³ воды + 2,5 г AgNO3 (ляписа).
- В темноте в холодный раствор 1 влить при перемешивании раствор 2. После 20-минутного отстаивания в темноте собрать (можно на свету) осадок лимонного цвета. Промыть водой. Просушить между 2 листами фильтровальной бумаги.[5]